# Campionati del mondo di atletica leggera 1987 - 1500 metri piani femminili
La gara dei 1500 metri piani femminili dei Campionati del mondo di atletica leggera 1987 si è svolta tra il 3 settembre e il 6 settembre.

## Podio
| Pos.    | Atleta            | Nazionalità      | Tempo   |
| ------- | ----------------- | ---------------- | ------- |
| Oro     | Tatiana Samolenko | Unione Sovietica | 3'58"56 |
| Argento | Hildegard Koerner | Germania Est     | 3'58"67 |
| Bronzo  | Doina Melinte     | Romania          | 3'59"27 |

## Situazione pre-gara

### Record
Prima di questa competizione, il record del mondo (RM) e il record dei campionati (RC) erano i seguenti:
| Record                | Prestazione | Atleta                             | Data                               | Competizione  |
| --------------------- | ----------- | ---------------------------------- | ---------------------------------- | ------------- |
| Record mondiale       | 3'52"47     | Tatyana Kazankina Unione Sovietica | 13 agosto 1980 Zurigo, Svizzera    |               |
| Record dei campionati | 4'00"90     | Mary Decker Stati Uniti            | 14 agosto 1983 Helsinki, Finlandia | Mondiali 1983 |

### Campionesse in carica
Le campionesse in carica a livello olimpico e mondiale erano:
| Campione | Atleta                  | Prestazione | Data                                    | Competizione         |
| -------- | ----------------------- | ----------- | --------------------------------------- | -------------------- |
| Olimpico | Gabriella Dorio Italia  | 4'03”25     | 11 agosto 1984 Los Angeles, Stati Uniti | Giochi olimpici 1984 |
| Mondiale | Mary Decker Stati Uniti | 4'00"90     | 14 agosto 1983 Helsinki, Finlandia      | Mondiali 1983        |

### La stagione
Prima di questa gara, le atlete con le migliori tre prestazioni dell'anno erano:
| Pos. | Atleta                         | Prestazione | Data                                                   |
| ---- | ------------------------------ | ----------- | ------------------------------------------------------ |
| 1    | Hildegard Koerner Germania Est | 4'00"06     | 22 agosto 1987 Potsdam, Repubblica Democratica Tedesca |
| 2    | Andrea Lange Germania Est      | 4'00"07     | 22 agosto 1987 Potsdam, Repubblica Democratica Tedesca |
| 3    | Ulrike Bruns Germania Est      | 4'00"20     | 22 agosto 1987 Potsdam, Repubblica Democratica Tedesca |

## Risultati[3][4]

### Turni eliminatori
| 3 Batterie | 3 settembre | 33 iscritte    | Si qualificano le prime 4 (Q) + i 3 migliori tempi (q). |
| Finale     | 6 settembre | 14 concorrenti |                                                         |

### Batterie
Giovedì 3 settembre 1987
| Pos. | Atleta            | Nazione             | Tempo   | Note  |
| ---- | ----------------- | ------------------- | ------- | ----- |
| 1    | Doina Melinte     | Romania             | 4'05”41 | Q     |
| 2    | Hildegard Koerner | Germania Est        | 4'05”42 | Q     |
| 3    | Tatiana Samolenko | Unione Sovietica    | 4'05”48 | Q     |
| 4    | Elly van Hulst    | Paesi Bassi         | 4'05”57 | Q     |
| 5    | Linda Sheskey     | Stati Uniti         | 4'06”03 | q     |
| 6    | Fatima Aouam      | Marocco             | 4'07”38 |       |
| 7    | Yvonne Murray     | Regno Unito         | 4'07”83 |       |
| 8    | Brit McRoberts    | Canada              | 4'08”37 |       |
| 9    | Annika Ericson    | Svezia              | 4'11”59 |       |
| 10   | Maria Lomba       | São Tomé e Príncipe | 5'01”43 | [ 5 ] |
| 11   | Selina Chirchir   | Kenya               | dns     |       |

| Pos. | Atleta              | Nazione          | Tempo   | Note             |
| ---- | ------------------- | ---------------- | ------- | ---------------- |
| 1    | Andrea Lange        | Germania Est     | 4'05”18 | Q                |
| 2    | Sandra Gasser       | Svizzera         | 4'05”48 | dq               |
| 3    | Marina Yachmenyova  | Unione Sovietica | 4'05”51 | Q                |
| 4    | Mitica Junghiatu    | Romania          | 4'05”60 | Q                |
| 5    | Debbie Bowker       | Canada           | 4'05”90 | q                |
| 6    | Diana Richburg      | Stati Uniti      | 4'07”10 | q                |
| 7    | Brigitte Kraus      | Germania Est     | 4'07”40 |                  |
| 8    | Agnese Possamai     | Italia           | 4'08”84 |                  |
| 9    | Florence Giolitti   | Francia          | 4'09”08 |                  |
| 10   | Alphocinah Simelane | eSwatini         | 4'35”64 | Record nazionale |
| 11   | Georgine Tomisato   | Samoa Americane  | 5'49”52 |                  |

| Pos. | Atleta               | Nazione          | Tempo   | Note  |
| ---- | -------------------- | ---------------- | ------- | ----- |
| 1    | Ulrike Bruns         | Germania Est     | 4'08”36 | Q     |
| 2    | Cornelia Bürki       | Svizzera         | 4'08”39 | Q     |
| 3    | Svetlana Kitova      | Unione Sovietica | 4'08”64 | Q     |
| 4    | Kirsty Wade          | Regno Unito      | 4'09”06 | Q     |
| 5    | Paula Ivan           | Romania          | 4'09”28 |       |
| 6    | Vera Michallek       | Germania Ovest   | 4'09”90 |       |
| 7    | Regina Jacobs        | Stati Uniti      | 4'12”51 |       |
| 8    | Christine Pfitzinger | Nuova Zelanda    | 4'13”59 |       |
| 9    | Maite Zúñiga         | Spagna           | 4'16”21 |       |
| 10   | Evelyn Adiru         | Uganda           | 4'17”72 |       |
| 11   | Kriscia Garcia       | El Salvador      | 4'34”76 | [ 8 ] |

### Finale
Sabato 5 settembre 1987
| Pos.    | Atleta             | Età | Nazione          | Tempo   | Nota                          |
| ------- | ------------------ | --- | ---------------- | ------- | ----------------------------- |
| Oro     | Tatiana Samolenko  | 26  | Unione Sovietica | 3'58"56 | Record dei campionati         |
| Argento | Hildegard Koerner  | 27  | Germania Est     | 3'58"67 | Miglior prestazione personale |
| Bronzo  | Doina Melinte      | 30  | Romania          | 3'59"27 |                               |
| 4       | Cornelia Bürki     | 33  | Svizzera         | 3'59"90 | Record nazionale              |
| 5       | Andrea Lange       | 21  | Germania Est     | 4'00"63 |                               |
| 6       | Kirsty Wade        | 25  | Regno Unito      | 4'01"41 |                               |
| 7       | Diana Richburg     | 24  | Stati Uniti      | 4'01"79 |                               |
| 8       | Elly van Hulst     | 28  | Paesi Bassi      | 4'03"63 |                               |
| 9       | Svetlana Kitova    | 27  | Unione Sovietica | 4'04"66 |                               |
| 10      | Linda Sheskey      | 24  | Stati Uniti      | 4'08"33 |                               |
| 11      | Debbie Bowker      | 28  | Canada           | 4'08"38 |                               |
| 12      | Mitica Junghiatu   | 25  | Romania          | 4'10"35 |                               |
| 13      | Marina Yachmenyova | 26  | Unione Sovietica | 4'10"51 |                               |
| 14      | Ulrike Bruns       | 33  | Germania Est     | dnf     |                               |
| dq      | Sandra Gasser      | 25  | Svizzera         | 3'59'06 | [ 9 ]                         |